# Sarandabos
Het Sarandabos is een dicht begroeid bos in de heuvelige regio Pashchimi Singhbhum in de Indiase staat Jharkhand. Dit gebied was het privé jachtgebied van de familie Singh Deo. Het bos bestrijkt een gebied van 820 km². Saranda betekent letterlijk zevenhonderd heuvels. Thalkobad is een dorpje op een hoogte van 550 meter in het hart van het bos. 